# Fialla Lajos
Szabadkai Fialla Lajos (Baja, 1831. június 30. – Bukarest, 1911. január 14.) magyar műfordító, orvos, katona.

## Életpályája
Fialla Gyula bajai városi orvos „physicus civitatis Bajaensis” hatodik gyermeke volt. 1840–1846 között a bajai gimnáziumban tanult. 1847–1848 között a pesti egyetem hallgatója volt. 1848 nyarán belépett az 5. önkéntes zászlóaljba; katonaként több csatában is részt vett. Emlékirata szerint ott volt Hegyesnél, Szeghegynél, Kisbérnél, Kamancnál, Zentánál. Későbbi barátja (ekkor tüzértiszt), Veress Ferenc szerint: „a 17 éves önkéntes hátán cipelt »borjú«, a puskája meg a csákója együtt talán többet nyomott, mint ő maga”.  Orvosi tanulmányait – a szabadságharc bukása után, miután gyenge fizikuma miatt megmenekült a büntető kényszersorozástól  – Bécsben fejezte be 1849–1855 között. Magát kellett eltartania, így a tanulás mellett hol ügyvédi irodában tisztviselősködött, hol a Presse című lapnak magyar újságok cikkeit fordította németre. Végzett orvosként hazatért, de nem bírta elviselni a Bach-rendszer terrorját, s ahogy barátja, Koós Ferenc tiszteletes írta, „önkéntes emigráns” lett Bukarestben. Itt gyakorló orvosként tartotta fenn magát gazdag bojári és polgári családok házi orvosaként, de sűrűn kereste fel a külváros szegényeit, a munkások lakta negyedeket, s ingyen osztott orvosságot. „Népszerűsége különösen megnövekedett az 1864-es bukaresti árvíz idején tanúsított orvosi és emberbaráti tevékenysége nyomán” - említette Izsák Sámuel, egyik életrajzírója. 1859-től Carol Davila igazgató közvetlen munkatársaként a Nemzeti Orvosi és Gyógyszerészeti Iskola oktatója volt anatómia és szövettan tárgyakban. 1860-től a szemészeti tanszéket vezette, s klinikát alapított. 1867-től kórházi főorvosként dolgozott, ugyanis versenyvizsga letétele útján előbb a Coltea, majd a Filantrópia kórház főorvosa lett, ebben a beosztásban dolgozott 1883-ig. A Filantrópia kórházban híressé vált szemoperációkat végzett, e téren szerzett tapasztalatait „Guérison de six aveugles-nés” (Hat született vak meggyógyítása) című tanulmányában foglalta össze. 
Egyik alapítója és szerkesztője volt a Románia Medicala orvosi folyóiratnak. Sok nemzetközi orvosi tanácskozáson — Berlinben, Bécsben — képviselte Romániát. Orvosi szakkönyveket fordított németről románra. 
A román orvostudomány is számon tartja, mert a bukaresti egészségügyi szolgálat kiépítésében játszott nagy szerepet, valamint az 1877–1878 között zajlott orosz-török-román háború idején a román katonaorvosi segélynyújtás megszervezésében is. Előbb Turnu Măgurele városában egy Vöröskereszt-kórház igazgató-főorvosaként, majd az Independenţă nevű tábori kórházban irányította az egészségügyi szolgálatot: a bulgáriai harcmezőkről idehozott román sebesültek ápolását.
Fialla doktor tagja volt az Orvostudományi Társaságnak, majd az Orvos-sebészi Társaságnak, ez utóbbi két ízben is alelnökévé választotta.
Egyik alapítója volt a Romînia medicală című orvosi folyóiratnak. Szemműtétei tették híressé. Számos orvostudományi cikke mellett több önálló kötete jelent meg.
A bukaresti lövöldének alapítója és több évig elnöke volt.
Az 1848-as szabadságharc menekültjeihez hasonlóan őt is az erdélyi magyar emlékírók neves személyiségei között tartják számon, akiknek „művei nemcsak nélkülözhetetlen források a múlt századi bukaresti magyar diaszpóra életének megismerésében, de az irodalom számára is becses emlékek”. Letűnt napjaimból címmel 1903-ban adta ki Bukarestben életrajzi emlékezéseit. Visszaemlékezésében ír a bajai iskolás éveiről és az 1848-as eseményekről, a Pilvax kávéházban zajló eseményekről, a személyesen ismert Petőfi Sándort, Vasvári Pált is jellemzi.  

## Művei
- Guérison de six aveugles-nés, Bukarest, 1878. (Hat született vak meggyógyítása)
- Az orosz-török-oláh háborúból (visszaemlékezés, Kolozsvár, 1893)
- Cunostinte igienice populare (Bukarest, 1896)
- Letűnt napjaimból (elbeszélés, Bukarest, 1903)
- Reminiscente din resbelul romano-ruso-turc, anul 1877si rolul Societatei Crucea Rosie in timp de pace si de resbel (Emlékek az 1877. évi román–orosz–török háborúból és a Vöröskereszt szerepe békében és háborúban), Bukarest, 1906.